# Castraz
Castraz – gmina w Hiszpanii, w prowincji Salamanka, w Kastylii i León, o powierzchni 30,37 km². W 2011 roku gmina liczyła 49 mieszkańców.